# Ярчайшая галактика скопления

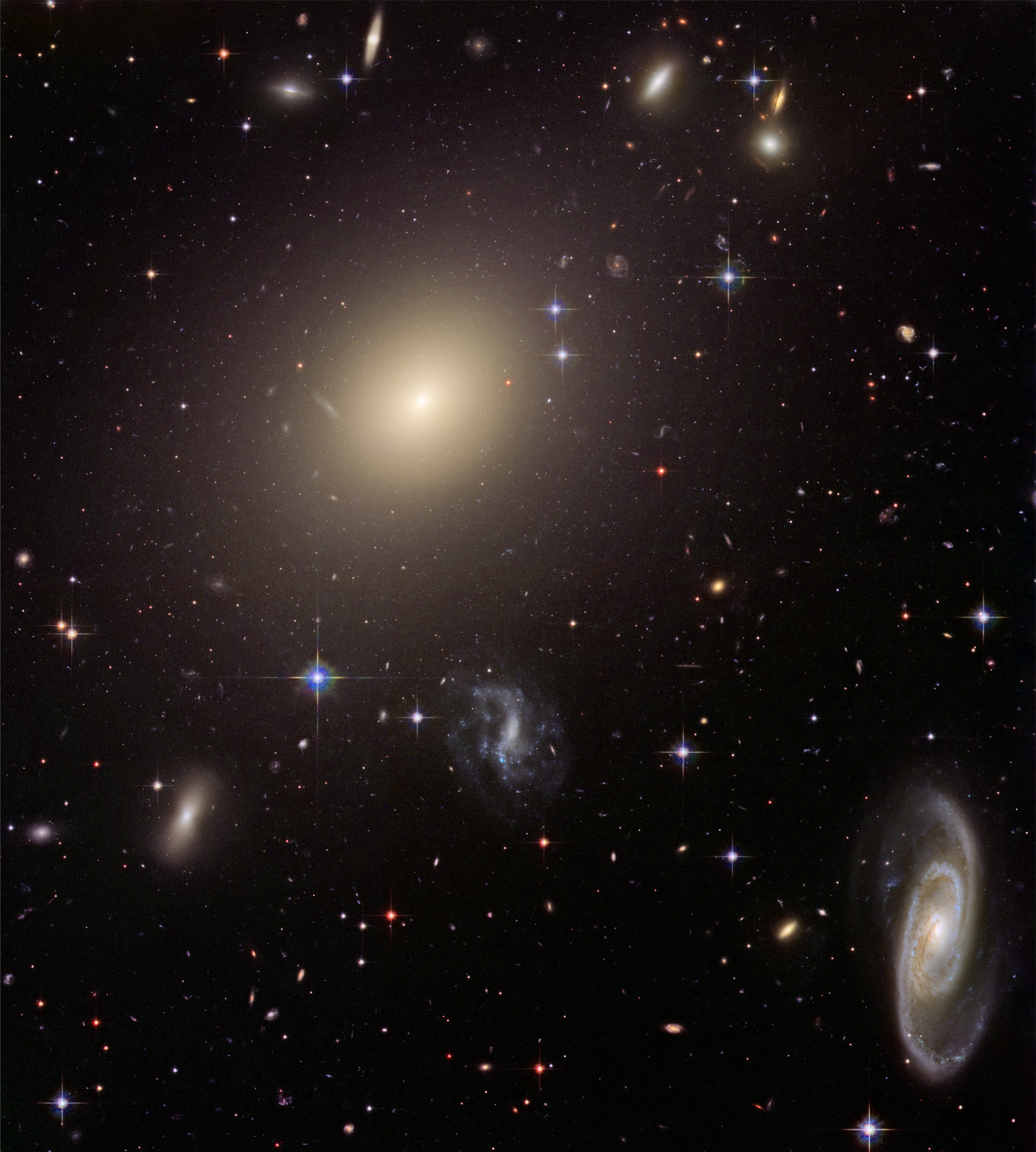
На изображении, полученном на телескопе «Хаббл», представлено скопление галактик Abell S0740, находящееся на расстоянии более 450 млн световых лет в созвездии Центавра. Гигантская эллиптическая галактика ESO 325-G004 находится в центре скопления и достигает массы 100 млрд масс Солнца.

Ярчайшая галактика скопления (англ. brightest cluster galaxy, BCG) — самая яркая галактика в скоплении галактик. Среди данного класса галактик встречаются наиболее массивные галактики во Вселенной. Чаще всего ярчайшие галактики являются эллиптическими галактиками, находящимися вблизи геометрического и кинематического центра скопления галактик, то есть на дне потенциальной ямы. Зачастую с ярчайшей галактикой скопления совпадает по пространственному расположению пик рентгеновского излучения скопления.
Ниже представлены сценарии формирования ярчайших галактик:  
- Поток охлаждения — звездообразование происходит в центральном потоке внутри областей повышенной плотности в рентгеновском гало галактики.

Исследование аккреции звезд в ярчайших галактиках поставило под сомнение данную теорию. Две другие теории лучше согласуются с наблюдениями.
- Галактический каннибализм — галактики смещаются к центру скопления вследствие динамического трения и приливного воздействия.[4]
- Слияние галактик — быстрые слияния нескольких галактик могут происходить при коллапсе скопления.[5]

Модель каннибализма можно отличить от модели слияний по свойствам периода образования ярчайших галактик. В первом случае в проэволюционировавшем скоплении присутствует много маленьких галактик, а модель слияния подразумевает иерархическую космологическую модель слияния вследствие коллапса скопления. Показано, что уменьшение орбит галактик в скоплении недостаточно эффективно для объяснения роста ярчайших галактик. Модель слияния считается более вероятной, но недавние наблюдения не согласуются с некоторыми её предсказаниями. Например, было обнаружено, что масса звёздной компоненты ярчайшей галактики была сформирована гораздо раньше, чем предсказывает модель слияний.
Ярчайшие галактики делят на несколько классов: гигантские эллиптические галактики (gE), D-галактики и cD-галактики. cD- и D-галактики демонстрируют протяжённые диффузные оболочки, окружающие эллипсоидальное ядро. Профиль поверхностной яркости зачастую описывается законом Серсика, двойным профилем Серсика или законом де Вокулёра. Различная параметризация профиля яркости и слабое излучение диффузной оболочки приводит к несовпадениям определяемых размеров данных объектов.